# Chris Paul
Christopher Emmanuel "Chris" Paul, "CP3", född 6 maj 1985 i Winston-Salem i North Carolina, är en amerikansk basketspelare, som spelar för Los Angeles Clippers i NBA som point guard.
Chris Paul debuterade i NBA säsongen 2005/2006 för New Orleans Hornets och var deras största stjärna fram till att han lämnade dem för Los Angeles Clippers inför säsongen 2011/2012.

## Olympisk karriär
Han tog för USA guld i OS 2008 i Peking. Detta var USA:s trettonde basketguld i olympiska sommarspelen.